# Рабосси, Эдуардо
Эдуардо Рабосси (исп. Eduardo Rabossi; 20 марта 1930, Буэнос-Айрес, Аргентина — 11 ноября 2005, Куско, Перу) — аргентинский философ и борец за права человека.

## Биография
Окончил Университет Буэнос-Айреса. Впоследствии получил степень магистра по философии в Дюкском университете. Считается пионером аналитической философии в Аргентине. Один из основателей и первый президент Аргентинского общества аналитической философии, а также редактор издаваемого обществом журнала «Análisis Filosófico». Был членом Национальная комиссия по расследованию исчезновения лиц в годы диктатуры. Умер в Куско во время участия в философском конгрессе.

## Сочинения
- Filosofía de la mente y ciencia cognitiva, 1995
- La filosofía y el filosofar, 1994
- La carta universal de los derechos humanos, 1987
- Etica y análisis, 1985
- Philosophical Analysis in Latin America, 1982 (редактор)
- Estudios éticos, 1977
- Análisis filosófico, lenguaje y metafísica, 1977
- La justificación moral del castigo, 1976

### Переводы на русский язык
Рабосси, Э. Некоторые комментарии к статье Вуйцицкого «Ошибки нестрогого мышления» // Вопросы философии. — 2001. — № 12. — С. 108—110.